# Nekrolog 1. Quartal 1948
Nekrolog
◄◄
| ◄
| 1944
| 1945
| 1946
| 1947
| 1948 | 1949 | 1950 | 1951 | 1952 | ► | ►►
1. Quartal |
2. Quartal |
3. Quartal |
4. Quartal 1948
Weitere Ereignisse | Allgemeiner Nekrolog 1948
Die Beschreibung der verstorbenen Person sollte so kurz wie möglich gehalten sein und nur deren signifikante Tätigkeit(en) enthalten.
Neue Namen ggf. auch unter dem Geburts- und Sterbedatum, also etwa unter 1. Januar und im Geburts- und Sterbejahr (2024) eintragen (nur bei entsprechender großer Wichtigkeit). Für Beispiele siehe die schon vorhandenen Artikel.
Außerdem über die fünf zuletzt Verstorbenen, zu denen es einen ausreichend guten Artikel für eine Präsentation auf der Hauptseite gibt, nach der todesbedingten Überarbeitung der Artikel ggf. auch unter Wikipedia Diskussion:Hauptseite informieren und sie am besten auch in den anderen Wikipedia-Sprachversionen eintragen. Tipp: Regelmäßig bei news.google.de nach „ist tot“, „gestorben“ oder „verstorben“ suchen.
Wenn eine Person gestorben ist, gibt es viele Seiten zu dieser Person in der Wikipedia, die davon auch betroffen sind und entsprechend aktualisiert werden müssen. Beispiele: Namenübersichtsseite, Geburtsjahr, Geburtsort-Seiten und viele mehr.
Wie finde ich die betroffenen Seiten?
Im Suchfeld auf der linken Seite gibt man den Suchbegriff so ein: „Vorname Nachname“. Dann klickt man auf Volltext und alle Seiten mit entsprechendem Suchtext werden aufgerufen. Hier sieht man dann schnell, wo auch das Todesjahr Sinn macht oder sogar ein Teil des Artikels angepasst werden muss. Auch hilft das „Werkzeug“ auf der linken Seite sehr gut, um solche Seiten aufzufinden: „Links auf diese Seite“. Somit ist die Wikipedia wieder aktuell in allen Bereichen! Hinweis: bei Eintragung der Kategorie „Gestorben JAHR“ wird der Missbrauchsfilter 49 ausgelöst, was jedoch nicht schlimm ist. Siehe: Spezial:Missbrauchsfilter/49
Dies ist eine Liste von im ersten Quartal 1948 verstorbenen bekannten Persönlichkeiten. Die Einträge erfolgen innerhalb der einzelnen Daten alphabetisch sortiert. Tiere sind im Nekrolog für Tiere zu finden.

## Januar
| Tag        | Name                                               | Beruf, bekannt als                                                                                              | Alter | Beleg |
| ---------- | -------------------------------------------------- | --- | ----- | ----- |
| 1. Januar  | Edna May                                           | US-amerikanische Schauspielerin und Sängerin                                                                    | 69    |       |
| 1. Januar  | Maria Schatz                                       | österreichische Bäuerin, Gerechte unter den Völkern                                                             | 58    |       |
| 1. Januar  | Alexander W. Weddell                               | US-amerikanischer Diplomat, Lokalhistoriker und Autor                                                           | 71    |       |
| 1. Januar  | Hermann Zilcher                                    | deutscher Komponist, Musikpädagoge und Pianist                                                                  | 66    |       |
| 2. Januar  | Mark Fisher                                        | US-amerikanischer Songwriter, Sänger, Banjospieler und Bandleader                                               | 52    |       |
| 2. Januar  | Franz Gelb                                         | deutscher Bildhauer                                                                                             | 57    |       |
| 2. Januar  | Vicente Huidobro                                   | chilenischer Lyriker                                                                                            | 54    |       |
| 2. Januar  | Rudolf Leip                                        | deutscher Fußballspieler                                                                                        | 57    |       |
| 2. Januar  | Kaiser Marshall                                    | US-amerikanischer Jazz-Schlagzeuger                                                                             | 45    |       |
| 2. Januar  | Robert Müller                                      | deutscher Politiker                                                                                             | 79    |       |
| 2. Januar  | Hans Ruckstuhl                                     | Schweizer Schriftsetzer und Politiker                                                                           | 79    |       |
| 3. Januar  | Immanuel Friedlaender                              | deutscher Vulkanologe                                                                                           | 76    |       |
| 3. Januar  | Heinrich Göckel                                    | Landtagsabgeordneter Volksstaat Hessen                                                                          | 64    |       |
| 3. Januar  | Clarence E. Hancock                                | US-amerikanischer Politiker                                                                                     | 62    |       |
| 3. Januar  | Otto Koch                                          | deutscher Rechtsanwalt, NS-Funktionär und Oberbürgermeister von Weimar                                          | 45    |       |
| 3. Januar  | Alice Legh                                         | britische Bogenschützin                                                                                         |       |       |
| 3. Januar  | Juozas Paknys                                      | litauischer Politiker und Bankier                                                                               | 64    |       |
| 3. Januar  | Klaus Richter                                      | deutscher Maler und Schriftsteller                                                                              | 60    |       |
| 3. Januar  | Otto Steengrafe                                    | deutscher Jurist und Politiker                                                                                  | 70    |       |
| 4. Januar  | Alfons Epple                                       | deutscher Landschafts-, Porträt- und Kirchenmaler                                                               | 48    |       |
| 4. Januar  | Anna Kallina                                       | österreichische Kinderdarstellerin und Schauspielerin                                                           | 73    |       |
| 5. Januar  | Ludwig Böhmig                                      | deutscher Zoologe und Hochschullehrer                                                                           | 89    |       |
| 5. Januar  | Marie Henning                                      | deutsche Politikerin (KPD), MdHB                                                                                | 52    |       |
| 5. Januar  | William Michaelis                                  | deutscher Vizeadmiral                                                                                           | 76    |       |
| 5. Januar  | Walther von Selve                                  | deutscher Unternehmer, Erfinder und Sportler                                                                    | 71    |       |
| 6. Januar  | Raoul Auernheimer                                  | österreichischer Jurist und Schriftsteller                                                                      | 71    |       |
| 6. Januar  | Moritz Borchardt                                   | deutscher Chirurg                                                                                               | 80    |       |
| 6. Januar  | Giulio Gaudini                                     | italienischer Florett- und Degenfechter                                                                         | 43    |       |
| 6. Januar  | Emil Haentzschel                                   | deutscher Mathematiker                                                                                          | 89    |       |
| 6. Januar  | Franz Josef Hammerl                                | deutscher Historiker                                                                                            | 51    |       |
| 6. Januar  | Adolf Lehnert                                      | deutscher Bildhauer und Medailleur in Leipzig                                                                   | 85    |       |
| 6. Januar  | Theodor Liebknecht                                 | deutscher Rechtsanwalt und sozialistischer Politiker                                                            | 77    |       |
| 6. Januar  | Josef Mayer                                        | österreichischer Politiker (ÖVP), Mitglied des Bundesrates                                                      | 49    |       |
| 6. Januar  | Florence Steele                                    | britische Bildhauerin, Metallkünstlerin und Designerin                                                          | 90    |       |
| 7. Januar  | Jean-Baptiste Chabot                               | französischer katholischer Geistlicher und Orientalist                                                          | 87    |       |
| 7. Januar  | Paul Essek                                         | deutsch-schweizerischer Bratschist und Komponist                                                                | 72    |       |
| 7. Januar  | Karl Killer                                        | Schweizer Politiker                                                                                             | 69    |       |
| 7. Januar  | Thomas Mantell                                     | US-amerikanischer Pilot der United States Air Force                                                             | 25    |       |
| 8. Januar  | Donald Charles Cameron                             | britischer Kolonialgouverneur von Tanganjika und Nigeria                                                        | 75    |       |
| 8. Januar  | Paul Hildebrandt                                   | deutscher Gewerkschaftsfunktionär und Kommunalpolitiker (SPD/SED)                                               | 58    |       |
| 8. Januar  | Edward Stanley Kellogg                             | US-amerikanischer Marineoffizier                                                                                | 77    |       |
| 8. Januar  | Wilhelm von Lieres und Wilkau                      | deutscher Verwaltungsbeamter und Rittergutsbesitzer                                                             | 73    |       |
| 8. Januar  | Kurt Schwitters                                    | deutscher Maler, Werbegrafiker und Universalkünstler des Dadaismus                                              | 60    |       |
| 8. Januar  | Richard Tauber                                     | österreichischer Opernsänger (Tenor)                                                                            | 56    |       |
| 9. Januar  | Oskar Jascha                                       | österreichischer Komponist und Kapellmeister                                                                    | 66    |       |
| 9. Januar  | Guinn Williams                                     | US-amerikanischer Politiker                                                                                     | 76    |       |
| 10. Januar | Otto Edler von Graeve                              | deutscher Wünschelrutenforscher                                                                                 | 75    |       |
| 10. Januar | Alfred Güttich                                     | deutscher Mediziner, Hals-Nasen-Ohrenarzt, Leiter der HNO-Klinik der Universität Köln und Hochschullehrer       | 64    |       |
| 10. Januar | Dietrich Schindler senior                          | Schweizer Jurist                                                                                                | 57    |       |
| 10. Januar | Karl Schwering                                     | deutscher Verwaltungsbeamter                                                                                    | 68    |       |
| 11. Januar | João Petra de Barros                               | brasilianischer Sänger                                                                                          | 33    |       |
| 11. Januar | Friedrich Fuchs                                    | deutscher Redakteur, Schriftsteller und Literaturwissenschaftler                                                | 57    |       |
| 11. Januar | Vladimir Karapetoff                                | US-amerikanischer Autor, Musiker und Professor für Elektrotechnik                                               | 72    |       |
| 11. Januar | Carl Menckhoff                                     | deutscher Jagdflieger im Ersten Weltkrieg                                                                       | 64    |       |
| 12. Januar | Peter Rochegune Munch                              | dänischer Historiker und Politiker von Det Radikale Venstre                                                     | 77    |       |
| 13. Januar | Ludwig Derleth                                     | deutscher Schriftsteller                                                                                        | 77    |       |
| 13. Januar | Max Hottinger                                      | Schweizer Ingenieur und Privatdozent an der ETH Zürich                                                          | 68    |       |
| 13. Januar | Karlheinz Martin                                   | deutscher Regisseur und Drehbuchautor                                                                           | 61    |       |
| 13. Januar | Emil Menke-Glückert                                | deutscher Historiker, Hochschullehrer und Politiker                                                             | 69    |       |
| 13. Januar | Walter Riemann                                     | deutscher Schwimmer und Sportfunktionär                                                                         | 69    |       |
| 14. Januar | Eugen Bandel                                       | deutscher Bankmanager und Vorstandsmitglied der Commerzbank                                                     | 68    |       |
| 14. Januar | Ans van Dijk                                       | niederländische Kollaborateurin                                                                                 | 42    |       |
| 14. Januar | Adam Durein                                        | deutscher SA-Brigadeführer und Kommandant eines Frühen Konzentrationslagers                                     | 54    |       |
| 14. Januar | Eugène Müller                                      | deutsch-französischer Theologe und Politiker                                                                    | 86    |       |
| 14. Januar | Isaac Schreyer                                     | Lyriker und Übersetzer                                                                                          | 57    |       |
| 15. Januar | Josephus Daniels                                   | US-amerikanischer Verleger und Politiker                                                                        | 85    |       |
| 15. Januar | Wilhelm Danz                                       | deutscher Maler und Graphiker                                                                                   | 74    |       |
| 15. Januar | Henri-Alexandre Deslandres                         | französischer Astronom                                                                                          | 94    |       |
| 15. Januar | Ralph Nelson Elliott                               | US-amerikanischer Ökonom                                                                                        | 76    |       |
| 15. Januar | Clara Ewald                                        | deutsche Porträt- und Genremalerin                                                                              | 88    |       |
| 15. Januar | Else Lüders                                        | deutsche Politikerin (CDU)                                                                                      | 75    |       |
| 15. Januar | Josef Putz                                         | österreichischer Politiker (CS), Landtagsabgeordneter im Burgenland                                             | 63    |       |
| 15. Januar | Albert Schmitt                                     | deutscher Moral- und Pastoraltheologe                                                                           | 76    |       |
| 16. Januar | Ned Dearborn                                       | US-amerikanischer Biologe                                                                                       | 82    |       |
| 16. Januar | Rudolf Franz Lehnert                               | deutsch-tschechischer Fotograf                                                                                  | 69    |       |
| 16. Januar | Max Loewy                                          | böhmischer Psychiater und Neurologe                                                                             | 73    |       |
| 16. Januar | August Weberbauer                                  | deutsch-peruanischer Botaniker                                                                                  | 76    |       |
| 16. Januar | Voldemārs Zāmuels                                  | lettischer Politiker und Ministerpräsident                                                                      | 75    |       |
| 17. Januar | Hermann von Hoernes                                | österreichischer Berufsoffizier, Flugtechniker und Autor                                                        | 89    |       |
| 17. Januar | Jakob Wilhelm Reichert                             | deutscher Politiker (DNVP), MdR                                                                                 | 62    |       |
| 17. Januar | Ludwik Silberstein                                 | polnisch-US-amerikanischer Physiker                                                                             | 75    |       |
| 17. Januar | Richard Zetzsche                                   | deutscher Verwaltungsjurist und Manager                                                                         | 70    |       |
| 18. Januar | Arthur Foehl                                       | Zoologe und Wildtier-Sammler                                                                                    |       |       |
| 18. Januar | Jan Fransen                                        | niederländischer Romanist                                                                                       | 70    |       |
| 18. Januar | Charles Magnusson                                  | schwedischer Kameramann, Filmproduzent und Drehbuchautor                                                        | 69    |       |
| 18. Januar | Georg Plath                                        | deutscher evangelischer Geistlicher und Heimatforscher                                                          | 87    |       |
| 19. Januar | Deguchi Onisaburō                                  | Mitbegründer der Ōmoto-Religion                                                                                 | 76    |       |
| 19. Januar | Tony Garnier                                       | französischer Architekt und Städtebauer                                                                         | 78    |       |
| 19. Januar | Emil Ernst Heinsdorff                              | deutscher Maler, Illustrator, Goldschmied und Radierer                                                          | 60    |       |
| 19. Januar | Richard Schute                                     | deutscher Politiker (CDU), MdL                                                                                  | 60    |       |
| 19. Januar | Rosina Emmet Sherwood                              | US-amerikanische Malerin                                                                                        | 93    |       |
| 19. Januar | Konstanty Zakrzewski                               | polnischer Experimentalphysiker                                                                                 | 72    |       |
| 20. Januar | George Cherrie                                     | US-amerikanischer Naturwissenschaftler und Forschungsreisender                                                  | 82    |       |
| 20. Januar | Alexis Jean Fournier                               | amerikanischer Maler                                                                                            | 82    |       |
| 20. Januar | Johann Kirchner                                    | österreichischer Politiker (CSP), Landtagspräsident von Salzburg                                                | 71    |       |
| 21. Januar | Ernst Devrient                                     | deutscher Staatsarchivar und Genealoge                                                                          | 74    |       |
| 21. Januar | Günther von Etzel                                  | deutscher General der Kavallerie sowie Militärattaché                                                           | 85    |       |
| 21. Januar | Ernst Herzfeld                                     | deutscher Altorientalist (Iranologe)                                                                            | 68    |       |
| 21. Januar | Rudolf Köselitz                                    | deutscher Maler und Illustrator                                                                                 | 86    |       |
| 21. Januar | Gustav Tugendreich                                 | deutscher Kinderarzt und Sozialhygieniker                                                                       | 71    |       |
| 21. Januar | Ermanno Wolf-Ferrari                               | deutsch-italienischer Komponist                                                                                 | 72    |       |
| 22. Januar | Walter F. Frear                                    | US-amerikanischer Politiker                                                                                     | 84    |       |
| 22. Januar | Rudolf Jäger                                       | deutscher Opernsänger (Tenor) und Gesangspädagoge                                                               | 72    |       |
| 22. Januar | Eduard Kohlrausch                                  | deutscher Jurist                                                                                                | 73    |       |
| 22. Januar | Jesús Menéndez Larrondo                            | kubanischer Politiker und Gewerkschaftsfunktionär                                                               | 36    |       |
| 22. Januar | Léon Meyer                                         | französischer Politiker, Minister und Bürgermeister                                                             | 79    |       |
| 22. Januar | Rudolf Jacob Zeller                                | deutsch-niederländischer Porträtmaler                                                                           | 67    |       |
| 22. Januar | Willibald von Zezschwitz                           | deutscher Verwaltungsjurist                                                                                     | 71    |       |
| 22. Januar | Ludovic Zoretti                                    | französischer Mathematiker                                                                                      | 67    |       |
| 23. Januar | Ferrer Dertônio                                    | brasilianischer Radrennfahrer                                                                                   |       |       |
| 23. Januar | Peter Paul Gaedt                                   | deutscher Unternehmer                                                                                           | 80    |       |
| 23. Januar | Weston Price                                       | amerikanischer Zahnarzt und Ernährungswissenschaftler                                                           |       |       |
| 23. Januar | Hugh Fraser Stewart                                | britischer Romanist                                                                                             | 84    |       |
| 24. Januar | Hans Aumeier                                       | deutscher SS-Führer in Konzentrationslagern                                                                     | 41    |       |
| 24. Januar | Therese Brandl                                     | deutsche KZ-Aufseherin                                                                                          | 38    |       |
| 24. Januar | Fritz Buntrock                                     | deutscher SS-Unterscharführer im KZ Auschwitz                                                                   | 38    |       |
| 24. Januar | Bill Cody                                          | US-amerikanischer Filmschauspieler                                                                              | 57    |       |
| 24. Januar | Wilhelm Gehring                                    | deutscher SS-Hauptscharführer im KZ Auschwitz                                                                   | 47    |       |
| 24. Januar | Maximilian Grabner                                 | österreichischer SS-Untersturmführer und Leiter der Politischen Abteilung im KZ Auschwitz                       | 42    |       |
| 24. Januar | Heinrich Josten                                    | deutscher SS-Obersturmführer im KZ Auschwitz                                                                    | 54    |       |
| 24. Januar | Josef Kollmer                                      | deutscher SS-Obersturmführer im KZ Auschwitz                                                                    | 46    |       |
| 24. Januar | Franz Kraus                                        | deutscher SS-Sturmbannführer und Verwaltungsführer in Konzentrationslagern                                      | 44    |       |
| 24. Januar | Arthur Liebehenschel                               | deutscher Nationalsozialist und SS-Führer                                                                       | 46    |       |
| 24. Januar | Maria Mandl                                        | österreichische Kriegsverbrecherin, Aufseherin im Vernichtungslager Auschwitz-Birkenau                          | 36    |       |
| 24. Januar | Karl Möckel                                        | deutscher SS-Oberführer                                                                                         | 47    |       |
| 24. Januar | Erich Mußfeldt                                     | deutscher SS-Oberscharführer und Leiter der Krematorien im KZ Majdanek und KZ Auschwitz-Birkenau                | 34    |       |
| 24. Januar | Ludwig Plagge                                      | deutscher SS-Oberscharführer im KZ Auschwitz                                                                    | 38    |       |
| 24. Januar | Antoinette de Saint Léger                          | Besitzerin der Isole di Brissago und Gastgeberin für Künstler und Schriftsteller                                | 91    |       |
| 25. Januar | Christian Blinkenberg                              | dänischer Klassischer Archäologe                                                                                | 84    |       |
| 25. Januar | Friedrich Moest                                    | deutscher Schauspieler, Spielleiter und Lehrer                                                                  | 80    |       |
| 26. Januar | Otto Bethke                                        | deutscher Jurist und Politiker                                                                                  | 55    |       |
| 26. Januar | Georg Bruchmüller                                  | deutscher Offizier, zuletzt Generalmajor                                                                        | 84    |       |
| 26. Januar | Ignaz Friedman                                     | polnischer Pianist und Komponist                                                                                | 65    |       |
| 26. Januar | Thomas Theodor Heine                               | deutscher Maler, Zeichner, Gebrauchsgraphiker und Schriftsteller                                                | 80    |       |
| 26. Januar | Kâzım Karabekir                                    | türkischer General und Politiker                                                                                | 65    |       |
| 26. Januar | John Lomax                                         | US-amerikanischer Folklore- und Musikforscher                                                                   | 80    |       |
| 26. Januar | Heinrich Sohnrey                                   | deutscher Volksschriftsteller und Publizist                                                                     | 88    |       |
| 27. Januar | Artur Przyborski                                   | österreichisch-ungarischer Feldmarschalleutnant im Ersten Weltkrieg                                             | 87    |       |
| 27. Januar | Karl Rohm                                          | deutscher Autor und Verleger                                                                                    | 75    |       |
| 27. Januar | Robert Schälzky                                    | Hochmeister des Deutschen Ordens                                                                                | 65    |       |
| 28. Januar | Henry Janssen                                      | deutschamerikanischer Textilmaschinen-Unternehmer                                                               | 81    |       |
| 28. Januar | August Krause                                      | deutscher Gewerkschafter und Politiker (USPD, SPD), MdL                                                         | 63    |       |
| 28. Januar | Ludwig Schaschek                                   | österreichischer Kameramann                                                                                     | 59    |       |
| 28. Januar | Donald Tresidder                                   | US-amerikanischer Mediziner, Präsident der Stanford-Universität                                                 | 53    |       |
| 29. Januar | Aimone, 4. Herzog von Aosta und Herzog von Spoleto | Herzog von Spoleto, Herzog von Aosta, designierter König von Kroatien                                           | 47    |       |
| 29. Januar | Hans Bullerian                                     | deutscher Komponist von E-Musik                                                                                 | 63    |       |
| 29. Januar | Otto Karl Stollberg                                | deutscher Verleger                                                                                              | 64    |       |
| 29. Januar | Willi Tessmann                                     | deutscher Polizist und Kommandant des Polizeigefängnisses Hamburg-Fuhlsbüttel                                   | 40    |       |
| 30. Januar | Nigel De Brulier                                   | britischer Schauspieler                                                                                         | 70    |       |
| 30. Januar | Mohandas Karamchand Gandhi                         | indischer Rechtsanwalt, Asket, und Pazifist                                                                     | 78    |       |
| 30. Januar | Raymund Lohausen                                   | deutscher römisch-katholischer Geistlicher, Zisterzienser, Widerstandskämpfer und Opfer des Nationalsozialismus | 50    |       |
| 30. Januar | Brian McMillan                                     | neuseeländischer Pilot, Skirennläufer und Skispringer                                                           | 35    |       |
| 30. Januar | Evelyn Montague                                    | britischer Leichtathlet                                                                                         | 47    |       |
| 30. Januar | Herb Pennock                                       | US-amerikanischer Baseballspieler                                                                               | 53    |       |
| 30. Januar | Orville Wright                                     | US-amerikanischer Flugpionier und Flugzeugbauer                                                                 | 76    |       |
| 30. Januar | Martin Wutte                                       | österreichischer Historiker                                                                                     | 71    |       |
| 31. Januar | Franz Bartisch                                     | österreichischer Motorradingenieur, Gründer der mechanischen Werkstätte Bartisch                                | 50    |       |
| 31. Januar | Maria-Luise von Hannover-Cumberland                | Prinzessin von Großbritannien und Irland, Herzogin zu Braunschweig und Lüneburg                                 | 68    |       |
| 31. Januar | Heinrich Kapmeier                                  | deutscher Politiker (SPD)                                                                                       | 76    |       |
| 31. Januar | Adolf Richard Walther                              | deutscher Hochschullehrer für Agrarchemie und ehemaliger Rektor der Landwirtschaftlichen Hochschule Hohenheim   | 62    |       |
| 31. Januar | T. Webber Wilson                                   | US-amerikanischer Politiker                                                                                     | 55    |       |
|            | Karl-Anton Schulte                                 | deutscher Jurist und Politiker (Zentrum), MdR                                                                   | 74    |       |
|            | Karel Wälzer                                       | tschechowslowakischer Eishockeytorhüter                                                                         |       |       |

## Februar
| Tag         | Name                                    | Beruf, bekannt als | Alter | Beleg |
| ----------- | --------------------------------------- | --- | ----- | ----- |
| 1. Februar  | Werner Lipschitz                        | deutscher Pharmakologe und Biochemiker                                                                                     | 55    |       |
| 2. Februar  | Paul Audra                              | französischer Maler und Kunstpädagoge                                                                                      | 78    |       |
| 2. Februar  | Hildegard Maria von Bayern              | bayerische Prinzessin | 66    |       |
| 2. Februar  | Maria Clara Correia Alves               | portugiesische Autorin, Lehrerin, Journalistin, Aktivistin und Suffragette                                                 | 78    |       |
| 2. Februar  | Gustav Halm                             | deutscher Schriftsteller                                                                                                   | 58    |       |
| 2. Februar  | Ernst Modersohn                         | deutscher evangelischer Pfarrer, Evangelist und Schriftsteller                                                             | 77    |       |
| 2. Februar  | Lila O’Neale                            | US-amerikanische Kulturanthropologin und Ethnologin                                                                        | 61    |       |
| 2. Februar  | Bevil Rudd                              | südafrikanischer Leichtathlet                                                                                              | 53    |       |
| 2. Februar  | Georg Rudorf                            | deutscher Landwirtschaftsrat                                                                                               | 80    |       |
| 3. Februar  | Boris Konstantinowitsch Bilinski        | russischer Kostümbildner                                                                                                   | 47    |       |
| 3. Februar  | Louis J. Brann                          | US-amerikanischer Politiker                                                                                                | 71    |       |
| 3. Februar  | Rosa Kempf                              | deutsche Lehrerin, Sozialpolitikerin, Frauenrechtlerin, Pionierin der Wohlfahrtspflege                                     | 73    |       |
| 3. Februar  | Adolf Koelsch                           | Schweizer Biologe und Schriftsteller                                                                                       | 68    |       |
| 3. Februar  | Karl Ludwig                             | deutscher Fußballspieler                                                                                                   | 61    |       |
| 3. Februar  | Alexander Meurer                        | deutscher Vizeadmiral der Kaiserlichen Marine, Militärhistoriker                                                           | 85    |       |
| 3. Februar  | Franz Xaver Müller                      | österreichischer Komponist, Priester und Domkapellmeister                                                                  | 77    |       |
| 3. Februar  | Lucien-Paul Thomas                      | belgischer Romanist und Hispanist                                                                                          | 67    |       |
| 3. Februar  | Laura Wheeler Waring                    | US-amerikanische Malerin und Pädagogin                                                                                     | 60    |       |
| 4. Februar  | Hugo Amelung                            | deutscher Arzt | 90    |       |
| 4. Februar  | Karl von Kleinhenz                      | bayerischer Offizier, zuletzt Generalleutnant                                                                              | 83    |       |
| 4. Februar  | Paul von Köberle                        | bayerischer Generalleutnant                                                                                                | 81    |       |
| 4. Februar  | Johann Rupp                             | deutscher Schneider, Landwirt und Politiker, MdR                                                                           | 73    |       |
| 4. Februar  | Edward Stanley, 17. Earl of Derby       | britischer Adliger, Offizier und konservativer Politiker                                                                   | 82    |       |
| 5. Februar  | Johannes Blaskowitz                     | deutscher Offizier, zuletzt Generaloberst im Zweiten Weltkrieg, Oberbefehlshaber verschiedener Heeresgruppen der Wehrmacht | 64    |       |
| 5. Februar  | Wilhelm Füllenbach                      | deutscher Jurist | 60    |       |
| 5. Februar  | Egon Tschirch                           | deutscher Maler | 58    |       |
| 6. Februar  | Sidney Arodin                           | US-amerikanischer Jazz-Klarinettist und Komponist des Oldtime Jazz und des Swing                                           | 46    |       |
| 6. Februar  | Jay Clark                               | US-amerikanischer Sportschütze                                                                                             | 68    |       |
| 6. Februar  | Richard von Kühlmann                    | deutscher Diplomat und Politiker                                                                                           | 74    |       |
| 6. Februar  | Friedrich Rauch                         | deutscher Politiker (SPD), MdR                                                                                             | 88    |       |
| 6. Februar  | John Sankey, 1. Viscount Sankey         | britischer Rechtsanwalt, Richter und Lordkanzler                                                                           | 81    |       |
| 6. Februar  | Hanns Sprung                            | deutscher Maler | 63    |       |
| 6. Februar  | Otto von Stülpnagel                     | deutscher Offizier und General der Wehrmacht                                                                               | 69    |       |
| 7. Februar  | Friedrich Barnewitz                     | deutscher Archivar und Heimatforscher                                                                                      | 58    |       |
| 7. Februar  | Poul Heegaard                           | dänischer Mathematiker | 76    |       |
| 7. Februar  | Red McKenzie                            | US-amerikanischer Jazz-Musiker (Bandleader, Sänger, Kamm) des Chicago Jazz und Musikagent                                  | 48    |       |
| 7. Februar  | Millie Peacock                          | Parlamentssprecherin von Victoria (Australien)                                                                             | 77    |       |
| 7. Februar  | Sackville Pelham, 5. Earl of Yarborough | britischer Adeliger und Mitglied des House of Lords                                                                        | 59    |       |
| 7. Februar  | Ben Silvey                              | US-amerikanischer Regieassistent, Produktionsmanager und Filmproduzent                                                     | 53    |       |
| 7. Februar  | André Utter                             | französischer Maler; Model und Ehemann von Suzanne Valadon                                                                 | 61    |       |
| 8. Februar  | Alf Aanning                             | norwegischer Turner | 52    |       |
| 8. Februar  | Heinrich Anwender                       | rumäniendeutscher Journalist, Politiker und Buchdrucker                                                                    | 65    |       |
| 8. Februar  | Antoine Barbier                         | französischer Aquarellist und Maler des Orientalismus                                                                      | 88    |       |
| 8. Februar  | Samuel Prescott Bush                    | US-amerikanischer Industrieller und Unternehmer                                                                            | 84    |       |
| 8. Februar  | Joseph Sherman Frelinghuysen            | US-amerikanischer Politiker (Republikanischer Partei), Senator für New Jersey                                              | 78    |       |
| 8. Februar  | Frank Klaus                             | US-amerikanischer Boxer, Weltmeister im Mittelgewicht                                                                      | 60    |       |
| 8. Februar  | Ferdinand Reinhardt                     | österreichischer Mediziner                                                                                                 | 66    |       |
| 8. Februar  | Gustav Schuft                           | deutscher Turner | 71    |       |
| 9. Februar  | Adolf Lampe                             | deutscher Ökonom | 50    |       |
| 9. Februar  | John O’Sullivan                         | irischer Politiker (Cumann na nGaedheal und Fine Gael), Historiker und Hochschullehrer                                     | 66    |       |
| 9. Februar  | Bert Silving                            | österreichischer Geiger, Komponist, Arrangeur, Sänger, Autor und Rundfunk-Pionier                                          | 60    |       |
| 9. Februar  | Karl Valentin                           | bayerischer Komiker, Volkssänger, Autor und Filmproduzent                                                                  | 65    |       |
| 10. Februar | Stephen Morehouse Avery                 | US-amerikanischer Schriftsteller und Drehbuchautor                                                                         | 54    |       |
| 10. Februar | Frank Brownlee                          | US-amerikanischer Schauspieler                                                                                             | 73    |       |
| 10. Februar | Wilhelm Freiherr von Pechmann           | deutscher Bankmanager | 88    |       |
| 11. Februar | Sergei Michailowitsch Eisenstein        | sowjetischer Regisseur | 50    |       |
| 11. Februar | Isaac Isaacs                            | Oberster Richter und Generalgouverneur Australiens                                                                         | 92    |       |
| 11. Februar | Georg Wendt                             | deutscher Politiker (SPD, SED), MdR                                                                                        | 58    |       |
| 12. Februar | Blanche Zélia Joséphine Delacroix       | Mätresse und später Ehefrau des belgischen Königs Leopold II.                                                              | 64    |       |
| 12. Februar | Leo F. Forbstein                        | US-amerikanischer Filmkomponist                                                                                            | 55    |       |
| 12. Februar | Robert Kronfeld                         | österreichischer Segelflugpionier                                                                                          | 43    |       |
| 12. Februar | Egon Schweidler                         | österreichischer Physiker                                                                                                  | 75    |       |
| 13. Februar | Edwin Feyer                             | deutscher Geodät | 59    |       |
| 13. Februar | Otto Hamann                             | österreichischer Arzt, Schriftsteller und Volksbildner                                                                     | 65    |       |
| 13. Februar | Otto Schuldt                            | deutscher Politiker (DDP), MdR                                                                                             | 71    |       |
| 14. Februar | Paul Bauer                              | deutscher Generalmajor | 67    |       |
| 14. Februar | Mordecai Brown                          | amerikanischer Baseballspieler                                                                                             | 71    |       |
| 14. Februar | Hugo Erfurth                            | deutscher Fotograf | 73    |       |
| 14. Februar | Conrad Gröber                           | deutscher römisch-katholischer Geistlicher, Bischof von Meißen, Erzbischof von Freiburg                                    | 75    |       |
| 14. Februar | August Loeber                           | deutschbaltischer Rechtsprofessor und lettischer Senator                                                                   | 82    |       |
| 14. Februar | Mario Mascagni                          | italienischer Komponist und Dirigent                                                                                       | 66    |       |
| 14. Februar | Ben F. Reynolds                         | US-amerikanischer Kameramann                                                                                               | 57    |       |
| 14. Februar | Carlo Sganzini                          | Schweizer Psychologe | 66    |       |
| 14. Februar | Joseph Vandaele                         | belgischer Radrennfahrer                                                                                                   | 58    |       |
| 15. Februar | Michael Körner                          | deutscher SS-Obersturmführer und Schutzhaftlagerführer im KZ Sachsenhausen                                                 | 33    |       |
| 16. Februar | István Barta                            | ungarischer Wasserballspieler                                                                                              | 52    |       |
| 16. Februar | Bernard Henry Bourdillon                | britischer Kolonialgouverneur und Offizier                                                                                 | 64    |       |
| 16. Februar | Irmfried Eberl                          | deutsch-österreichischer Arzt und NSDAP-Mitglied                                                                           | 37    |       |
| 16. Februar | Gennaro Granito Pignatelli di Belmonte  | italienischer Geistlicher und Kardinal der römisch-katholischen Kirche                                                     | 96    |       |
| 16. Februar | Wilhelm Mohr                            | deutscher Architekt und Innenarchitekt                                                                                     | 65    |       |
| 17. Februar | Enrique Finochietto                     | argentinischer Chirurg und Erfinder chirurgischer Instrumente                                                              | 66    |       |
| 17. Februar | Franz Grainer                           | deutscher Fotograf | 76    |       |
| 17. Februar | John M. Robsion                         | US-amerikanischer Politiker                                                                                                | 75    |       |
| 17. Februar | Yahya Muhammad Hamid ad-Din             | Imam und König von Jemen                                                                                                   | 78    |       |
| 18. Februar | Renato Balestrero                       | italienischer Automobilrennfahrer                                                                                          | 49    |       |
| 19. Februar | Ernst Jordan                            | deutscher Fußballspieler                                                                                                   | 64    |       |
| 19. Februar | Karl Paul Täuber                        | Schweizer Feinmechaniker und Elektrotechniker                                                                              | 80    |       |
| 19. Februar | Josef Wagner                            | österreichischer Politiker (CSP), Abgeordneter zum Nationalrat                                                             | 60    |       |
| 20. Februar | Bertha Eckstein-Diener                  | österreichische Schriftstellerin und Reisejournalistin                                                                     | 73    |       |
| 20. Februar | Robert P. Lamont                        | US-amerikanischer Politiker                                                                                                | 80    |       |
| 20. Februar | Eugène Tirvert                          | französischer Maler der École de Rouen                                                                                     | 66    |       |
| 21. Februar | Sam Baroudi                             | US-amerikanischer Boxer | 21    |       |
| 21. Februar | Friedrich Holtzmann                     | deutscher Arzt und Hygieniker                                                                                              | 71    |       |
| 21. Februar | Frederic Lamond                         | schottischer Pianist, Komponist und Musikpädagoge                                                                          | 80    |       |
| 21. Februar | Gustav Mayer                            | deutscher Journalist und Historiker                                                                                        | 76    |       |
| 22. Februar | Hermann Braun                           | deutscher Verwaltungsjurist                                                                                                | 65    |       |
| 22. Februar | Hanna Gaertner                          | US-amerikanisch-österreichische Bildhauerin                                                                                | 48    |       |
| 22. Februar | Klaus Wurth                             | deutscher Theologe und Kirchenpräsident der Evangelischen Landeskirche in Baden                                            | 86    |       |
| 23. Februar | Frank I. Cowan                          | US-amerikanischer Anwalt und Politiker                                                                                     | 59    |       |
| 23. Februar | Fidus                                   | deutscher Künstler | 79    |       |
| 23. Februar | Carl E. Friend                          | US-amerikanischer Politiker                                                                                                | 78    |       |
| 23. Februar | John Robert Gregg                       | US-amerikanischer Stenograf und Stenografie-Erfinder                                                                       | 80    |       |
| 23. Februar | Arthur Grimm                            | deutscher Maler | 65    |       |
| 23. Februar | Erich Isselhorst                        | deutscher Jurist, Polizist und SS-Führer                                                                                   | 42    |       |
| 23. Februar | Julius Rumpf                            | deutscher Pfarrer | 73    |       |
| 23. Februar | Hermann Weber                           | deutscher Motorradkonstrukteur und -rennfahrer                                                                             | 51    |       |
| 24. Februar | Georg Frebold                           | deutscher Geologe | 56    |       |
| 24. Februar | Nina Simonowitsch-Jefimowa              | russische bzw. sowjetische Malerin                                                                                         | 71    |       |
| 24. Februar | Franz Stock                             | deutscher katholischer Priester, Seelsorger im Zweiten Weltkrieg                                                           | 43    |       |
| 24. Februar | Réginald Storms                         | belgischer Sportschütze und Tennisspieler                                                                                  | 67    |       |
| 24. Februar | Herbert Werner                          | deutscher Industriemanager                                                                                                 | 63    |       |
| 25. Februar | Alfredo Baldomir                        | uruguayischer Soldat, Architekt, Politiker und Präsident von Uruguay                                                       | 63    |       |
| 25. Februar | Alexander Du Toit                       | südafrikanischer Geologe                                                                                                   | 69    |       |
| 25. Februar | Emil Julius Epple                       | deutsch-niederländischer Bildhauer                                                                                         | 70    |       |
| 25. Februar | Felix Krueger                           | deutscher Psychologe | 73    |       |
| 25. Februar | Juan Esteban Montero Rodríguez          | chilenischer Politiker | 69    |       |
| 25. Februar | Amos R. Webber                          | US-amerikanischer Politiker                                                                                                | 96    |       |
| 26. Februar | Marion Ashmore                          | US-amerikanischer American-Football-Spieler                                                                                | 48    |       |
| 26. Februar | Richard Blunck                          | deutscher Architekt und kommunaler Baubeamter                                                                              | 74    |       |
| 26. Februar | Paul Everton                            | US-amerikanischer Schauspieler                                                                                             | 79    |       |
| 26. Februar | Josef Gmeiner                           | deutscher Jurist, Gestapo-Mitarbeiter und SS-Führer                                                                        | 43    |       |
| 26. Februar | Elise Kosegarten                        | deutsche Malerin | 70    |       |
| 26. Februar | Theodor Kutzer                          | deutscher Politiker, Oberbürgermeister von Fürth und Mannheim                                                              | 84    |       |
| 26. Februar | Emil Alfred Neukomm                     | Schweizer Gebrauchsgrafiker                                                                                                | 41    |       |
| 26. Februar | Friedrich Opitz                         | deutscher Werksleiter im KZ Ravensbrück                                                                                    | 49    |       |
| 26. Februar | Jimmy Oswald                            | schottischer Fußballspieler                                                                                                | 80    |       |
| 26. Februar | Alfred Schimmel                         | deutscher Jurist, SS-Sturmbannführer und Gestapomitarbeiter                                                                | 41    |       |
| 27. Februar | Traugott Bachmann                       | evangelischer Missionar | 82    |       |
| 27. Februar | Emanuel Christa                         | deutscher Geologe und Mineraloge                                                                                           | 73    |       |
| 27. Februar | Ulrich von Germar                       | deutscher Generalmajor im Zweiten Weltkrieg                                                                                | 71    |       |
| 27. Februar | Jack Kaufman                            | US-amerikanischer Sänger                                                                                                   | 65    |       |
| 27. Februar | Johannes Post                           | deutscher SS-Sturmbannführer und Kommandant des Jugendkonzentrationslagers Arbeitserziehungslager Nordmark                 | 39    |       |
| 28. Februar | August Arteldt                          | deutscher Politiker (DHP), MdR                                                                                             | 77    |       |
| 28. Februar | Emil Bernhard Cohn                      | deutscher Rabbiner, Zionist, Schriftsteller und Bühnenautor                                                                | 67    |       |
| 28. Februar | Waldemar Coste                          | deutscher Maler | 60    |       |
| 28. Februar | Gerhard Flesch                          | deutscher SS-Obersturmbannführer                                                                                           | 38    |       |
| 28. Februar | Fritz Jungherr                          | deutscher Jurist und Politiker                                                                                             | 69    |       |
| 29. Februar | Arnold Berger                           | deutscher Philologe und Germanist                                                                                          | 85    |       |
| 29. Februar | Gertrud Kleinhempel                     | deutsche Künstlerin und Designerin                                                                                         | 72    |       |
| 29. Februar | François Sevez                          | französischer Offizier | 56    |       |
|             | Gordon Mack                             | irischer Badminton- und Tennisspieler                                                                                      | 49    |       |

## März
| Tag      | Name                                                           | Beruf, bekannt als                                                                                            | Alter | Beleg |
| -------- | -------------------------------------------------------------- | --- | ----- | ----- |
| 1. März  | Karl Rieß von Scheurnschloß                                    | deutscher Verwaltungsbeamter und Rittergutsbesitzer                                                           | 84    |       |
| 1. März  | Alois Schusterschitz                                           | österreichisch-ungarischer Admiral                                                                            | 80    |       |
| 1. März  | Vernon L. Walker                                               | amerikanischer Kameramann                                                                                     | 53    |       |
| 2. März  | Abraham Brill                                                  | US-amerikanischer Psychoanalytiker                                                                            | 73    |       |
| 2. März  | Algernon Maudslay                                              | britischer Segler                                                                                             | 75    |       |
| 2. März  | Adam Scharrer                                                  | deutscher Schriftsteller                                                                                      | 58    |       |
| 2. März  | Viktor Stegemann                                               | deutscher Klassischer Philologe, Koptologe und Religionswissenschaftler                                       | 46    |       |
| 3. März  | Auguste Adenauer                                               | zweite Ehefrau Konrad Adenauers                                                                               | 52    |       |
| 3. März  | Konrad Hartig                                                  | deutscher Lehrer und Heimatforscher                                                                           |       |       |
| 3. März  | Otto Haug                                                      | norwegischer Leichtathlet                                                                                     | 71    |       |
| 3. März  | Ferenc Keresztes-Fischer                                       | ungarischer Politiker                                                                                         | 67    |       |
| 3. März  | Bertha Kipfmüller                                              | deutsche Lehrerin, Frauenrechtlerin, Pazifistin und Privatgelehrte                                            | 87    |       |
| 3. März  | Thomas H. Moodie                                               | US-amerikanischer Politiker                                                                                   | 69    |       |
| 3. März  | Erwin Nöbbe                                                    | deutscher Maler                                                                                               | 65    |       |
| 4. März  | Antonin Artaud                                                 | französischer Schauspieler, Dramatiker, Regisseur, Dichter und Theater-Theoretiker                            | 51    |       |
| 4. März  | Eduard Bauer                                                   | österreichischer Fußballspieler und -trainer                                                                  | 54    |       |
| 4. März  | Elsa Brändström                                                | schwedische Philanthropin                                                                                     | 59    |       |
| 4. März  | Tom Chorlton                                                   | englischer Fußballspieler                                                                                     |       |       |
| 4. März  | Julius Otto Fritzsche                                          | deutscher Maler                                                                                               | 75    |       |
| 4. März  | Franz Gräßel                                                   | deutscher Maler                                                                                               | 86    |       |
| 4. März  | Albertus Werth                                                 | südafrikanischer Politiker                                                                                    | 59    |       |
| 5. März  | Emil Dick                                                      | Schweizer Ingenieur und Erfinder                                                                              | 81    |       |
| 5. März  | Nils Wohlin                                                    | schwedischer Wirtschaftswissenschaftler, Beamter und Politiker                                                | 66    |       |
| 6. März  | Gustav Bothe                                                   | deutscher Jurist                                                                                              | 77    |       |
| 6. März  | Rudolf Fehrmann                                                | deutscher Rechtsanwalt                                                                                        | 61    |       |
| 6. März  | Peter Foerster                                                 | deutscher Maler und Zeichner                                                                                  | 60    |       |
| 6. März  | Max Hochdorf                                                   | deutscher Schriftsteller, Auslandskorrespondent, Theaterkritiker, Dramatiker und Übersetzer                   | 67    |       |
| 6. März  | Kikuchi Kan                                                    | japanischer Schriftsteller                                                                                    | 59    |       |
| 6. März  | Alfred Pontius                                                 | deutscher Widerstandskämpfer gegen den Nationalsozialismus                                                    | 40    |       |
| 7. März  | Walter Bowman                                                  | kanadischer Fußballspieler                                                                                    | 77    |       |
| 7. März  | James L. McConaughy                                            | US-amerikanischer Politiker und Gouverneur von Connecticut                                                    | 60    |       |
| 7. März  | Oliver Swann                                                   | britischer Offizier der Luftstreitkräfte und der Marine des Vereinigten Königreichs                           | 69    |       |
| 8. März  | Hulusi Behçet                                                  | türkischer Dermatologe                                                                                        | 59    |       |
| 8. März  | Gustav Gamper                                                  | Schweizer Musiker, Maler und Schriftsteller                                                                   | 74    |       |
| 8. März  | Wilhelm Piehler                                                | Landtagsabgeordneter Volksstaat Hessen                                                                        | 75    |       |
| 8. März  | Erwin Quedenfeldt                                              | deutscher Fotograf und Erfinder                                                                               | 78    |       |
| 9. März  | Léon Hertling                                                  | Schweizer Architekt                                                                                           | 80    |       |
| 9. März  | Josef Hofer                                                    | österreichischer Landwirt und Politiker, Landtagsabgeordneter                                                 | 65    |       |
| 9. März  | Clas Sparre                                                    | schwedischer Graf, Militärflieger und Industriemanager                                                        | 49    |       |
| 9. März  | Edgar von Wahl                                                 | deutsch-baltischer Sprachenschöpfer                                                                           | 80    |       |
| 9. März  | William J. Watson                                              | schottischer Toponomast                                                                                       |       |       |
| 10. März | Wilhelm von Debschitz                                          | deutscher Kunstmaler, Designer und Kunstlehrer                                                                | 77    |       |
| 10. März | Friedrich Falke                                                | deutscher Agrarwissenschaftler                                                                                | 76    |       |
| 10. März | Abem Finkel                                                    | US-amerikanischer Drehbuchautor                                                                               | 58    |       |
| 10. März | Zelda Fitzgerald                                               | US-amerikanische Autorin                                                                                      | 47    |       |
| 10. März | Bruno Kittel                                                   | deutscher Chorleiter und Violinist                                                                            | 77    |       |
| 10. März | Jan Masaryk                                                    | tschechischer Politiker                                                                                       | 61    |       |
| 10. März | Jacob Pötz                                                     | deutscher Verleger und Politiker (Zentrum), MdL                                                               | 60    |       |
| 10. März | Placido Rizzotto                                               | italienischer Gewerkschaftsführer                                                                             | 34    |       |
| 10. März | Walter Sealtiel                                                | deutscher jüdischer Zauberkünstler, Karikaturist und Zwangsarbeiter                                           | 57    |       |
| 10. März | Jewgeni Jewgenjewitsch Sluzki                                  | sowjetischer mathematischer Statistiker und Ökonom                                                            | 67    |       |
| 11. März | Arved von Hahn                                                 | russischer Verwaltungsbeamter und deutsch-baltischer Politiker                                                | 75    |       |
| 11. März | Lew Borissowitsch Jaffe                                        | weißrussischer Dichter, Journalist, Publizist, Übersetzer und Zionist                                         | 71    |       |
| 11. März | Felix Linnemann                                                | deutscher Fußballfunktionär, Präsident des Deutschen Fußball-Bundes                                           | 65    |       |
| 11. März | Georg Spohn                                                    | deutscher Unternehmer                                                                                         | 77    |       |
| 12. März | August Köhler                                                  | deutscher Optiker, Professor und Mitarbeiter bei Zeiss                                                        | 82    |       |
| 12. März | Alfred Lacroix                                                 | französischer Mineraloge und Geologe                                                                          | 85    |       |
| 12. März | Robert Mayr-Harting                                            | österreichischer und tschechoslowakischer Rechtswissenschaftler und Politiker                                 | 73    |       |
| 12. März | Domenico Mordini                                               | italienischer Segler                                                                                          | 49    |       |
| 12. März | George Noble Plunkett                                          | irischer Politiker, Minister                                                                                  | 96    |       |
| 12. März | George Radel                                                   | deutscher Architekt                                                                                           | 88    |       |
| 12. März | Josef Reitler                                                  | österreichischer Musikkritiker und Musikpädagoge                                                              | 64    |       |
| 12. März | Józef Świeżyński                                               | polnischer Politiker und Ministerpräsident                                                                    | 79    |       |
| 12. März | Julius Urgiß                                                   | deutscher Drehbuchautor                                                                                       | 74    |       |
| 13. März | Helena Victoria von Schleswig-Holstein-Sonderburg-Augustenburg | Mitglied der britischen königlichen Familie und eine Enkelin der Königin Victoria                             | 77    |       |
| 14. März | Hans Eschelbach                                                | deutscher Schriftsteller                                                                                      | 80    |       |
| 14. März | Rudolf Trache                                                  | deutscher Pferde- und Landschaftsmaler                                                                        | 81    |       |
| 15. März | Imanuel Lauster                                                | deutscher Techniker und Manager                                                                               | 75    |       |
| 16. März | Otto Dillenburger                                              | deutscher Polizeioffizier                                                                                     | 67    |       |
| 16. März | Siegfried Fehmer                                               | deutsches Gestapomitglied in Norwegen während des Zweiten Weltkriegs                                          | 37    |       |
| 16. März | Emmy Freundlich                                                | österreichische Politikerin (SDAP), Abgeordneter zum Nationalrat                                              | 69    |       |
| 16. März | Gerhard Halfred von Koch                                       | schwedischer liberaler Sozialpolitiker                                                                        | 76    |       |
| 16. März | Clara Mannes                                                   | deutsch-amerikanische Pianistin und Musikpädagogin                                                            | 78    |       |
| 16. März | David Schnur                                                   | österreichischer Orient-Tabakkenner und -einkäufer                                                            | 65    |       |
| 17. März | Paul Dupuy                                                     | französischer Historiker                                                                                      | 92    |       |
| 17. März | Walter Mirauer                                                 | deutscher Chirurg und Gynäkologe                                                                              | 65    |       |
| 18. März | Gerardus Huysmans                                              | niederländischer Politiker und Bankmanager                                                                    | 45    |       |
| 18. März | Jakob Weis                                                     | deutscher Geistlicher, Gefängnisseelsorger und im Ersten Weltkrieg Feldgeistlicher                            | 68    |       |
| 19. März | Essek William Kenyon                                           | US-amerikanischer evangelikaler Pastor                                                                        | 80    |       |
| 19. März | Walter Stahr                                                   | deutscher Offizier, zuletzt Generalmajor der Luftwaffe, Leiter der Fliegerschule Lipezk                       | 65    |       |
| 19. März | Gottfried Trimborn                                             | deutscher Landschaftsmaler und Grafiker                                                                       | 60    |       |
| 20. März | Avedis Aharonian                                               | armenischer Politiker, Revolutionär und Schriftsteller                                                        | 82    |       |
| 20. März | Gustav Diessl                                                  | österreichischer Filmschauspieler                                                                             | 48    |       |
| 21. März | Gustaf Elgenstierna                                            | schwedischer Postangestellter und Genealoge                                                                   | 76    |       |
| 21. März | Richard N. Elliott                                             | US-amerikanischer Politiker                                                                                   | 74    |       |
| 21. März | Edmond Huguet                                                  | französischer Romanist                                                                                        | 84    |       |
| 21. März | Hans Georg von Oppersdorff                                     | deutscher Fideikommissherr, Verbandsvertreter und Politiker (Zentrum), MdR                                    | 81    |       |
| 22. März | Karl Eimer                                                     | deutscher Internist                                                                                           | 54    |       |
| 22. März | Max Kottmann                                                   | deutscher Priester und Generalvikar                                                                           | 80    |       |
| 22. März | Kurt Riedel                                                    | deutscher Arzt                                                                                                | 58    |       |
| 22. März | Fritz Saxl                                                     | österreichischer Kunsthistoriker                                                                              | 58    |       |
| 22. März | Fritz Wucherer                                                 | deutscher Maler schweizerischer Herkunft                                                                      | 75    |       |
| 23. März | Benimadhab Barua                                               | bengalischer Gelehrter und Spezialist für klassische indische Sprachen und traditionelles Recht               | 59    |       |
| 23. März | Nikolai Alexandrowitsch Berdjajew                              | russischer Philosoph                                                                                          | 74    |       |
| 23. März | Ann Macbeth                                                    | englisch-britische Stickerin, Designerin, Hochschullehrerin, Autorin und Suffragette                          | 72    |       |
| 23. März | George Milne, 1. Baron Milne                                   | britischer Feldmarschall und Chef des Imperialen Generalstabes (1926–1933)                                    | 81    |       |
| 23. März | Reginald Parker                                                | kanadischer Politiker, Vizegouverneur von Saskatchewan                                                        | 67    |       |
| 24. März | Jewgeni Michailowitsch Abalakow                                | sowjetischer Bergsteiger                                                                                      | 41    |       |
| 24. März | John Bright                                                    | US-amerikanischer Jurist                                                                                      | 63    |       |
| 24. März | Arthur Stewart Eve                                             | englischer Physiker                                                                                           | 85    |       |
| 24. März | Sigrid Hjertén                                                 | schwedische Malerin                                                                                           | 62    |       |
| 24. März | Konstantin Nikolajewitsch Igumnow                              | russischer Komponist und Klaviervirtuose                                                                      | 74    |       |
| 24. März | Paolo Thaon di Revel                                           | italienischer Großadmiral und Senator                                                                         | 88    |       |
| 25. März | Oskar Groß                                                     | Wasserbauingenieur, Oberbaurat                                                                                | 72    |       |
| 25. März | Warren Hymer                                                   | US-amerikanischer Schauspieler                                                                                | 42    |       |
| 25. März | Kawashima Yoshiko                                              | chinesische Mandschu-Prinzessin, Spionin im Dienst der japanischen Kwantung-Armee und des Staates Mandschukuo | 40    |       |
| 25. März | Georg Kemper                                                   | deutscher Bildhauer und Keramiker                                                                             | 67    |       |
| 25. März | Paul Nitsche                                                   | deutscher Arzt, medizinischer Leiter der Aktion T4                                                            | 71    |       |
| 25. März | Gearóid O’Sullivan                                             | irischer Politiker (Cumann na nGaedheal und Sinn Féin)                                                        | 57    |       |
| 26. März | Gabrielle D. Clements                                          | US-amerikanische Malerin                                                                                      | 89    |       |
| 26. März | Frederico Benício de Souza e Costa                             | brasilianischer Ordensgeistlicher, Bischof von Amazonas                                                       | 72    |       |
| 26. März | Helen Ernst                                                    | deutsche Zeichnerin und Antifaschistin                                                                        | 44    |       |
| 26. März | Otto Grün                                                      | deutscher General der Artillerie                                                                              | 65    |       |
| 26. März | Jakob Klatzkin                                                 | hebräischer philosophischer Schriftsteller und nationaljüdischer Publizist                                    | 65    |       |
| 27. März | Henry Hamilton Beamish                                         | britischer faschistischer Politiker                                                                           | 74    |       |
| 27. März | Karel Candael                                                  | belgischer Komponist, Dirigent und Musikpädagoge                                                              | 64    |       |
| 27. März | Humbert Dell’mour                                              | österreichischer Dichter und Sprachwissenschaftler                                                            | 66    |       |
| 28. März | Odo Casel                                                      | deutscher römisch-katholischer Liturgiewissenschaftler                                                        | 61    |       |
| 28. März | Philipp Dengel                                                 | deutscher Politiker (KPD), MdR und Journalist                                                                 | 59    |       |
| 28. März | Erich Elingius                                                 | deutscher Architekt                                                                                           | 68    |       |
| 28. März | John Duncan MacLean                                            | kanadischer Politiker                                                                                         | 74    |       |
| 28. März | Hamdi al-Patschatschi                                          | irakischer Landbesitzer und Politiker                                                                         |       |       |
| 29. März | Henriette von Belgien                                          | Prinzessin von Belgien                                                                                        | 77    |       |
| 29. März | Pierre Mavrogordato                                            | griechischer Archäologe und Antikensammler                                                                    | 77    |       |
| 29. März | Franz Niederer                                                 | österreichischer Musiker                                                                                      | 44    |       |
| 29. März | Harry Price                                                    | britischer Forscher und Autor                                                                                 | 67    |       |
| 29. März | Olev Siinmaa                                                   | estnischer Architekt                                                                                          | 66    |       |
| 29. März | Odette Talazac                                                 | französische Schauspielerin                                                                                   | 64    |       |
| 29. März | Alfred Wolff-Eisner                                            | deutscher Mediziner                                                                                           | 70    |       |
| 30. März | John H. Bieling                                                | US-amerikanischer Sänger (Tenor)                                                                              | 79    |       |
| 30. März | Giovanni Ceirano                                               | italienischer Automobilhersteller                                                                             |       |       |
| 30. März | Gwido Langer                                                   | polnischer Kryptoanalytiker                                                                                   | 53    |       |
| 30. März | Maria Lazar                                                    | österreichisch-jüdische Schriftstellerin                                                                      | 52    |       |
| 30. März | Gottlob Karl von Nathusius                                     | deutscher Tierzüchter und Ornithologe                                                                         | 63    |       |
| 30. März | Wilhelm Ohler                                                  | deutscher Landwirt, Gutsbesitzer und Politiker (DNVP), MdR                                                    | 77    |       |
| 31. März | Luigi Barbasetti                                               | Fechtmeister, -lehrer und Reformer dieser Sportart                                                            | 89    |       |
| 31. März | Axel Fredrik Enström                                           | schwedischer Ingenieur                                                                                        | 72    |       |
| 31. März | Gerhard Gesemann                                               | Slawist, Volkskundler, Literaturwissenschaftler und Universitätsprofessor                                     | 59    |       |
| 31. März | Guadalupe Gracia García-Cumplido                               | mexikanischer Militärarzt                                                                                     | 66    |       |
| 31. März | Egon Erwin Kisch                                               | böhmischer Journalist und Schriftsteller                                                                      | 62    |       |
| 31. März | Paul Matthes                                                   | deutscher Fußballspieler                                                                                      | 69    |       |
| 31. März | Heinrich Thater                                                | deutscher Politiker (SVP/LDP), MdL Sachsen                                                                    | 56    |       |
| 31. März | Paul Wiesert                                                   | deutscher Architekt                                                                                           | 87    |       |